# Baca Ortiz (Corredor Ecovía)
Hospital Pediátrico Baca Ortiz es la vigésimo séptima parada correspondiente al sistema integrado de transporte Ecovía, inaugurada en el año 2001, ubicada en la Avenida 6 de Diciembre y Avenida Colón en el sector de la Mariscal cuyas cercanías destacan el reconocido Hospital de Niños Baca Ortiz lugar que le da el nombre al andén, dicho hospital abrió sus puertas el 14 de julio de 1948 para la atención de niños enfermos y de bajos recursos en el país, siendo propiedad de los esposos Baca Ortiz quienes hicieron la donación del lugar junto con otras construcciones con fines benéficos, este hospital ha sido dirigido pro diversos personajes distinguidos y célebres como el Dr. Carlos Andrade Marín, entre otros.
La Iconografía del andén es el rostros de un niño y una niña sonriendo, debido a la alta afluencia de pasajeros que necesitaban llegar a este lugar en el año 2012 se decidió implementar las modalidades Semiexpreso tanto en el Trolebús como en la Ecovía, dichas unidades en una instancia eran buses articulados que por cuestiones de falta de unidades y largos intervalos de tiempo de salida pasaron luego a buses tipo con la puerta al lado izquierdo, esta parada entonces se convirtió en estación integradora para este circuito semiexpreso quien viene sin parar desde la Estación Sur El Recreo, hace el desembarque en esta parada y continua sin parar hasta la Estación Río Coca dichos expresos han facilitado el transporte de personas en un corto intervalo de tiempo, fue una gran solución que ayudó a muchos usuarios, teniendo una gran cantidad de afluencia de pasajeros, el problema que radica en este andén es el mismo que en Galo Plaza, el andén es muy estrecho.